# Francesco Paolo Neglia
Francesco Paolo Neglia est un compositeur italien, né le 22 mai 1874 à Enna et mort le 31 juillet 1932 à Intra,.

## Biographie
Né à Castrugiuvanni (aujourd'hui Enna) le 22 mai 1874, il étudie à Palerme avec Guglielmo Zuelli. Après avoir obtenu son diplôme, il s'installe à Milan en 1901 et commence sa première saison de concerts en tant que directeur d'orchestre. À la fin de l’année, il émigre en Allemagne et s’installe à Hambourg. Les Allemands apprécient les qualités de leader du musicien en lui confiant la direction de l'orchestre de la Musik Freunde de Hambourg et soutiennent son initiative d'ouvrir un conservatoire pour les enfants. Le Conservatoire de Neglia ouvre alors, comptant plus de 500 membres. Le travail de Neglia n'est pas seulement celui de professeur et de chef d'orchestre : il compose également des opéras. En 1912, il présente la Deuxième symphonie en ré mineur et l'année suivante les Trois tableaux de la vie vénitienne (Tre quadri di vita veneziana).
À son retour dans son pays natal, en raison du décès de son père qui coïncide avec le déclenchement de la Première Guerre mondiale en 1914, il est accueilli avec peu d'enthousiasme par ses concitoyens. Les habitants de Castrugiuvanni se méfient de ce musicien qui a vécu une vie riche en Allemagne et qui ramène à la maison une épouse allemande et trois enfants nés en Allemagne. La ville de Castrugiuvanni entrave alors de toutes les manières les efforts musicaux et professionnels de Neglia. Grâce à la curie, il réussit à obtenir le poste de chef d'orchestre de la cathédrale. Ainsi commence le travail de réorganisation de la musique sacrée qui, pendant son absence, ne se distinguait pas particulièrement. Cependant, les hostilités de l’orchestre sont sévères et celles des concitoyens ne le sont pas moins. Son épouse ne peut pas quitter la maison car elle est qualifiée d'espionne allemande et ses enfants sont lapidés. Neglia est bientôt relégué au rôle de griffonneur municipal et son courrier privé est saisi de peur qu'il ne reçoive des subventions des Autrichiens pour ses services d'espionnage auprès des Allemands.
Neglia ne trouve une certaine sérénité qu'en s'installant à Caltanissetta, où il peut diriger l'orchestre Nissena. Son désir de reprendre une carrière l'amène à s'installer à Legnano. Il occupe un  poste d'enseignant en primaire et est le premier musicien italien à proposer l'enseignement de la musique dans toutes les écoles de tous les niveaux. Il fonde le Lycée de musique Verdi à Legnano, où enseignent par la suite des personnages illustres. Dans la ville lombarde, il achève son unique opéra, Zelia, et écrit sa dernière œuvre, le Trio pour violoncelle, violon et piano.
Il meurt à Intra le 31 juillet 1932.

## Compositions

### Symphonies
- Symphonie numéro 1 en ré mineur (1901)
- Symphonie numéro 2 (1912)

### Autres oeuvres pour orchestre
- Intermezzo Breve, pour orchestre (1896)
- Due Rispetti (1898)
- Suite symphonique Tre quadri di vita veneziana, pour orchestre, opus 32 (1913)
- Arioso opus 17
- Danza fantastico
- Gavot
- Largo
- Minuetto in Stile Antico opus 14
- Pizzicato Gavot
- Prelude
- Serenata Siciliana opus 37
- Sinfonietta opus 31

### Orchestre d'harmonie
- Parata d'Eroi (1896)
- Adagio
- Fantasia eroica opus 33

### Musique d'église
- Inno a Santa Anna (1896)
- Due Canzoncine Religioso opus 65 (1916)
- Ave Maria opus 10
- Ave Maria opus 11
- Ave Maria opus 12
- Ave Maria opus 36
- Compieta Maggiore opus 67
- Gloria in Excelsis Deo
- Missa Brevis opus 34
- Responsorio per la Settimana Santa opus 35
- Tantum Ergo opus 66

### Opéra et opérette
- Zelia opus 78
- Girifalco (1927)

### Œuvres pour chœur
- Canto populare

### Lieder
- As that flower
- Campane opus 84
- Il Saluto di Beatrice opus 25
- La Canzone opus 21
- Litania opus 63
- Nations of harmony opus 41, 47, 50, 53, 54, 55, 69
- Quannu opus 2
- Sepulto Domino opus 68
- Sfinge opus 48
- Sphynx

### Musique de chambre
- Bagattella opus 24
- Caprice waltz
- Idyl
- Interlude
- Largo Espressivo opus 40
- Minuet
- Minuet
- Old-fashioned Sonata
- Quartet
- Romance
- Sicilian Serenade
- Trio opus 52

### Œuvres pour orgue
- Ave Maria opus 4
- Nostalgia - Homesickness opus 16
- L'Arpista Fantastico opus 38
- Major Compieta

### Œuvres pour piano
- Sonatina in un Tempo opus 11
- Scherzo
- Sicilian Serenade opus 17
- Youthful remembrances
- Siete canto populare

### Œuvres pour mandoline
- Fantasia opus 6[4]